# Abell 1835
Abell 1835 este un roi de galaxii prezent în Catalogul Abell. Este un roi de galaxii care se comportă ca niște lentile gravitaționale, făcând vizibile astronomilor galaxii mai îndepărtate. Roiul se deplasează spre roșu cu circa 75.900 km/s.
În 2004, una din galaxiile fotografiate în acest roi, a fost propusă / presupusă pentru a fi galaxia cunoscută cea mai îndepărtată de Terra: Abell 1835 IR1916

## Referențe și note
1. ↑  The redMaPPer galaxy cluster catalog from DES science verification data[*] Verificați valoarea |titlelink= (ajutor)
2. ↑  NASA/IPAC EXTRAGALACTIC DATABASE